# Kościół Matki Bożej Anielskiej w Łodzi
Kościół Matki Bożej Anielskiej – świątynia istniejąca w latach 1908–2009 w dzielnicy Górna, na rogu ulic Rzgowskiej i Ignacego Krasickiego. Był miejscem spotkań i modlitw rzymskokatolickiej parafii pw. Matki Boskiej Anielskiej.
Początkowo był to kościół baptystyczny, wybudowany w 1908 przez Łódzkie Towarzystwo Baptystów. Był to murowany, bezstylowy budynek ze stropodachem o sklepieniu beczkowym. Został poświęcony na potrzeby kultu katolickiego przez ojca Felicjana Szustaka 2 sierpnia 1945. W 2008 parafia podjęła decyzję o zastąpieniu budynku kościoła nowym, obszerniejszym gmachem. Na placu obok kościoła wybudowano kaplicę z cegły. 15 kwietnia 2009 ponad stuletni budynek kościoła został rozebrany.
Wyposażenie kościoła stanowiły między innymi trzy drewniane ołtarze, organy oraz droga krzyżowa.
W pobliżu kościoła, przy ul. Krasickiego 2a znajduje klasztor zakonu Braci Mniejszych.

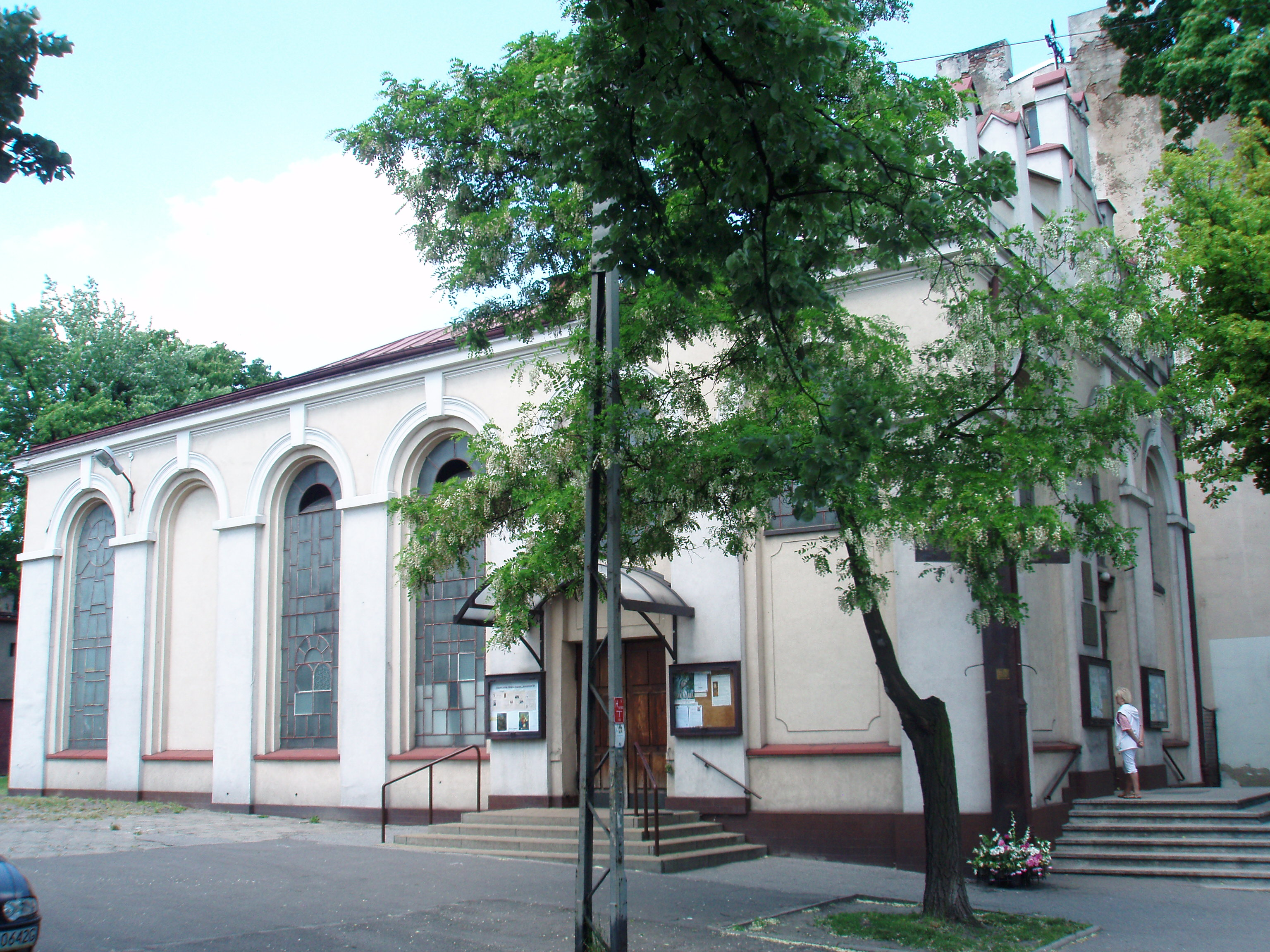